# Йован Хранилович
Йован Хранилович (18 грудня 1855 — 5 серпня 1924) — греко-католицький священник з Нового Саду, журналіст, письменник, літературний критик і громадський діяч.

## Біографія
Йован Хранилович народився 18 грудня 1855 року у селі Крицьке, неподалік міста Дрниш (зараз Хорватія), де його батько Микола у той час був священником, а згодом його перевели до Сошиць (громада Жумберак). Його мати Сидонія була з Крижевців (зараз Хорватія). Батьки мали п'ятеро дітей: Драгутина, двійнят Миколу і Йована, Марію та Владислава.
До загальної школи Йован почав ходити у Сошицях, але після смерті батька 1864 року його мати переселилась до Крижевців, де він продовжив навчання. Будучи школярем шостого класу гімназії Йован почав цікавитись поезією і познайомився з письменниками Анте Ковачичем і Августом Шеноа.
Перші два роки навчання теології і філософії закінчив у Загребі, а згодом переїхав до Відня, де крім богослов'я слухав лекції видатного славіста Франьо Миклошича і філософа Франца Брентано. Навчання закінчив 1878 року.
На священника був висвячений неодруженим 1878 року. Короткий час був секретарем крижевцівського владики, а потім служив у багатьох місцях у Жумберку, Кашту, Сошицях і Радатовичах де написав свої знамениті Жумберскі елегії які, через свою громадську діяльність і священницькі обов'язки вважав за другорядні. Йован Хранилович свою громадську і політичну кар'єру починав як праваш і противник великосербської політики. Виступав за федералізм і за окремішне положення Хорватії в Австро-Угорській монархії, а у другій половині життя схилявся до південнослов'янської ідеї.
Тогочасний крижевський владика Ілія Хранилович (якому Йован був родичем) послав його на капелана до Коцура (1886), а згодом до Керестура (до 1889), після чого у серпні 1889 року став греко-католицьким парохом у Новому Саді.
У Новому Саді його громадська активність була на першому місці, завдяки якій він здобув великий вплив на новосадську інтелігенцію, та деякий час був головою журналістської організації і редактором демократичних новин Єдинство.
25 листопада 1918 року був головою Великої народної скупщини у Новому Саді, на якій проголошено приєднання Воєводіни до Сербії і входження до складу новоствореної держави Королівство Сербів, Хорватів і Словенців.
Похований на греко-католицькому цвинтарі в Новому Саді. Могила з надгробком Йована Храніловича є нерухомим культурним надбанням як пам’ятка культури. 

## Літературна творчість
У літературі він з'явився рано, вже 1873 року. Писав і перекладав вірші, оповідання, політичні та літературні дебати, полеміки i дослідження. Публікувався в періодичних виданнях з 1873 року до самої смерті, загалом опублікував близько п'яти тисяч робіт. Більшість його віршів сформульовані «у стилі віршування Шеннона з підкресленою етичною та патріотичною мотивацією" (М. Шицель) Він виявив у них щиру любов до Батьківщини з яскраво вираженою соціальною нотою, заохочуючи духовенство до релігійної, культурної та політичної роботи для народу. Він залишив ще глибший слід як критик, відстоюючи "ідеалістичний реалізм".
Як і більшість видатних реалістів, він був політично правим. Його літературна філософія поєднувала принципи єдності істини, добра і краси. Він був одним з найбільш послідовних і стійких прихильників традиційної освітньої ролі літератури в християнстві. 1898 року стає редактором газети Obzor, а з 1899 по 1900 рік редактором журналу Vijenac.
Співпрацює та публікує літературну критику в журналах Prosvjeta, Hrvatska vila, Glas Matice hrvatske, Kolo, Hrvatska prosvjeta, Balkan, Pozorište, Letopis Matice srpske, Hrvatski branik, Prijatelj naroda, Agramer Tagblatt, Hrvatska domovina, Bog i Hrvati, Novi list, Hrvatstvo, Subotička Danica, Katolički list  і іншим.